# Alberto Grandi
Alberto Grandi, né le 29 juillet 1967, est un professeur d'histoire de l'alimentation à l'Université de Parme.

## Biographie
Alberto Grandi obtient un diplôme en sciences politiques à l'Université de Bologne en 1992, puis un PhD en économie et histoire à l'Université Bocconi en 1997.

## Travaux
Alberto Grandi travaille sur l'histoire des guildes en Europe au 20e siècle. Il s'intéresse spécialement à l'alimentation et aux plats régionaux en Italie.

## Controverses
Alberto Grandi prétend que certains plats prétendument d'origine italienne ont été commercialisés aux Etats-Unis avant d'être réimporté en Italie. Il qualifie ce phénomène de « mensonges du marketing ». Ainsi, bien que la pizza ait été inventée à Naples, c'est une recette américaine et une sauce américaine qui sont ensuite revenus à Naples. Les Pâtes à la carbonara auraient été inventées par des soldats américains à la fin de la 2e guerre mondiale et la première recette qui les décrit daterait de 1952 et viendrait de Chicago. Le parmesan aurait été développé aux Etats-Unis par un industriel d'origine italienne vers 1980,. Le vice-premier ministre Matteo Salvini lui-même s'émeut de ce qu'il considère comme des attaques de l'image de la gastronomie italienne,,.